# MÁV-Baureihe BCmot VIIc
Die zweiachsigen Dampftriebwagen der MÁV-Baureihe BCmot VIIc wurden 1904 bei Ganz & Co. in Budapest hergestellt und dienten als frühe Triebwagen für die ungarische Staatseisenbahn MÁV. Fahrzeuge dieses Typs waren nach dem System De Dion-Bouton hergestellt. Sie waren ähnlich zu der MÁV-Baureihe BCmot VIIa und besaßen gegenüber dieser Reihe eine auf 50 PS gesteigerte Leistung. Im Internet wird der Triebwagen BCmot 03.006 als Typ BCmot VIIb geführt, auf der abgebildeten Fotografie ist der Triebwagen als Typ BCmot VIIc eindeutig angezeigt.

## Geschichte
Eisenbahnstrecken der ungarischen Staatseisenbahn MÁV galten um die 1900er Jahre als besonders dampftriebwagenfreundlich, da die Gesellschaft viele Nebenbahnen mit geringem Verkehr und relativ geringen Steigungen besaß. Die meisten benötigten Fahrzeuge wurden von der Ganz in Budapest hergestellt. Dazu erwarb die Firma Lizenzen von De Dion-Bouton und baute Dampftriebwagen mit 35, 50 und 80 PS Leistung.
Nach Literaturangaben sollen von Ganz bis Ende 1906 insgesamt 89 Dampftriebwagen an die MÁV geliefert worden sein, bei Pospichal werden lediglich 30 Fahrzeuge genannt. Diese drei genannten Dampftriebwagen gelten als Repräsentanten der Leistungsklasse von 50 PS.
Über Einsätze der Fahrzeuge sind in der Literatur keine gesicherten Daten zu finden. Bei Ausbruch des Ersten Weltkrieges waren sie ausgemustert.

## Technische Merkmale

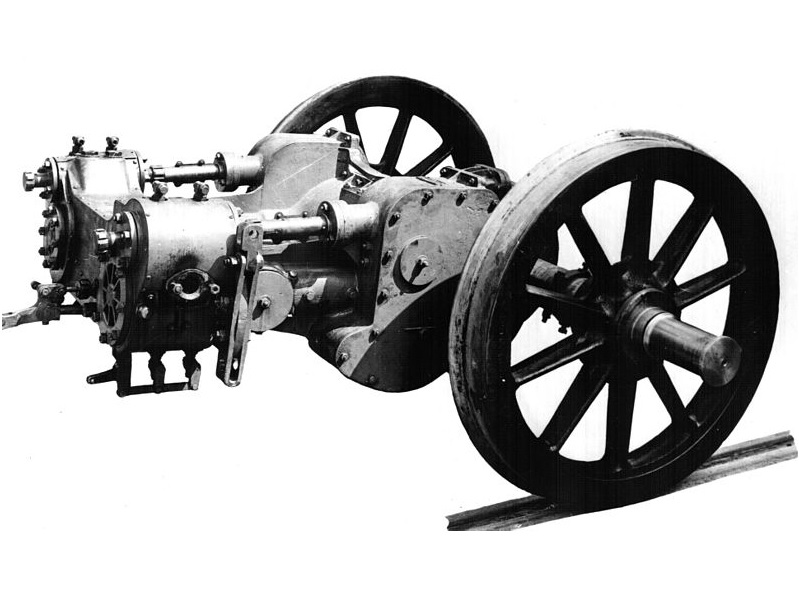
Abbild einer Dampfmaschine Bauart De-Dion-Bouton mit 50 PS

Der Wagenkasten entsprach dem Standard der damals gültigen Grundsätzen des Personenwagenbaues und hatte lediglich einige geringe Änderungen gegenüber dem Vorgängermodell. Im vorderen eingezogenen Raum war die Dampfmaschine gelagert.
Das Fahrzeug besaß einen von De Dion-Bouton entwickelten und von Ganz gefertigten Wasserrohrkessel und eine Dampfmaschine vom gleichen Hersteller. Dampferzeuger und Dampfmaschine waren dem Vorgängermodellen vom Aufbau her identisch gestaltet, die Leistung konnte bei diesem Modell auf 50 PS gesteigert werden.